# Stoikhedon

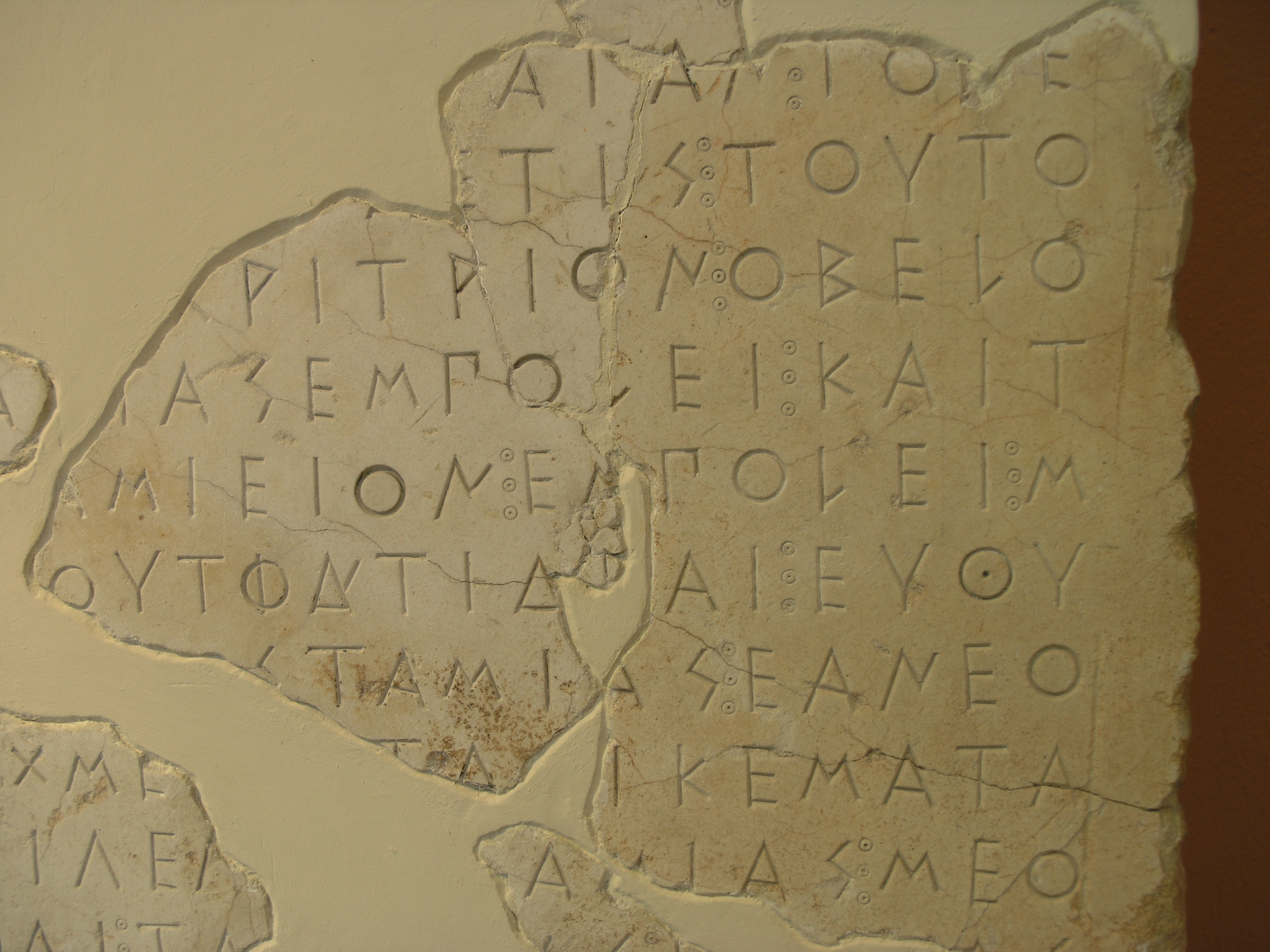
Detall d'un fragment de la llei sagrada sobre l'Acròpoli i l'Hekatómpedon (485-484 aC)

S'anomena stoikhedon (nom grec, στοιχηδόν, que significa 'en filera, en fila', derivat del verb στοιχέω, stoikheo, 'anar en filera, estar en fila') el traçat d'un sistema d'escriptura que alinea les lletres de manera alhora horitzontal i vertical. Els textos tenen l'aparença d'estar compostos en una reixeta rectangular, amb el mateix nombre de lletres per línia i cada espai ocupat per un sol grafema. Com que cada fila té un nombre constant de signes, una paraula es pot trobar a cavall entre dues línies.
L'stoikhedon va ser emprat sovint per l'epigrafia grega, especialment l'àtica. Les primeres inscripcions en aquest sistema daten del final del segle vi aC: el primer cas conegut és un decret atenès referent a Salamina. Va ser l'estil dominant a Atenes durant els segles V i IV aC, i el sistema preferit als textos oficials. L'últim stoikhedon de què es té constància és una inscripció genealògica a l'heròon d'Enoanda, a Lícia, del segle iii aC.
El seu ús és estrany en inscripcions llatines; una rara excepció n'és el palíndrom Sator.

## Vegeu també

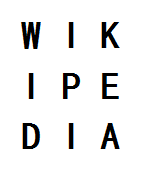
El mot Wikipedia, escrit en stoikhedon